# Lužnica (Chorwacja)
Lužnica – wieś w Chorwacji, w żupanii zagrzebskiej, w mieście Zaprešić. W 2011 roku liczyła 40 mieszkańców.